# Liste der Naturdenkmale im Vogelsbergkreis
Die Liste der Naturdenkmale im Vogelsbergkreis nennt die Listen der in den Städten und Gemeinden im Vogelsbergkreis in Hessen gelegenen Naturdenkmale.
| Ort                    | Liste                                                | Anzahl der Naturdenkmale |
| ---------------------- | ---------------------------------------------------- | ------------------------ |
| Alsfeld                | Liste der Naturdenkmale in Alsfeld                   | 04                       |
| Antrifttal             | Liste der Naturdenkmale in Antrifttal                | 01                       |
| Feldatal               | Liste der Naturdenkmale in Feldatal                  | 04                       |
| Freiensteinau          | Liste der Naturdenkmale in Freiensteinau             | 06                       |
| Gemünden (Felda)       | Liste der Naturdenkmale in Gemünden (Felda)          | 02                       |
| Grebenau               | Liste der Naturdenkmale in Grebenau                  | 08                       |
| Grebenhain             | Liste der Naturdenkmale in Grebenhain                | 13                       |
| Herbstein              | Liste der Naturdenkmale in Herbstein                 | 12                       |
| Homberg (Ohm)          | Liste der Naturdenkmale in Homberg (Ohm)             | 11                       |
| Kirtorf                | Liste der Naturdenkmale in Kirtorf                   | 05                       |
| Lauterbach             | Liste der Naturdenkmale in Lauterbach (Hessen)       | 04                       |
| Lautertal (Vogelsberg) | Liste der Naturdenkmale in Lautertal (Vogelsberg)    | 06                       |
| Mücke                  | Liste der Naturdenkmale in Mücke (Hessen)            | 01                       |
| Romrod                 | [ 1 ]                                                |                          |
| Schlitz                | Liste der Naturdenkmale in Schlitz (Vogelsbergkreis) | 14                       |
| Schotten               | Liste der Naturdenkmale in Schotten (Stadt)          | 27                       |
| Schwalmtal             | Liste der Naturdenkmale in Schwalmtal (Hessen)       | 07                       |
| Ulrichstein            | Liste der Naturdenkmale in Ulrichstein               | 12                       |
| Wartenberg             | Liste der Naturdenkmale in Wartenberg (Hessen)       | 02                       |